# La Trompeta (Reus)
La Trompeta: setmanari humorístich: satírich, festiu y literari va ser una publicació reusenca que sortí del 17 de novembre de 1894 a l'1 de març de 1896

## Història
La Trompeta va ser un setmanari de contingut més aviat literari que humorístic. Al número 1 diuen: "Nostre principal objecte, es donchs […] contribuir al foment de la Literatura, perque enteném qu'es cuestió de verdadera dignitat la de sostenir a Reus un setmanari encaminat á tal fi". Es defineixen també com a satírics, i al mateix número exposen: "Pensem ocuparnos també de política, pero al ferho, 'ns limitarem a tocarla en broma, res mes qu'en broma […] perque entenem qu'es l'unich modo que pot ser tractada ab propietat la política". Es vol desmarcar de les tendències polítiques que conviuen a la ciutat, com acostuma a passar en aquestes publicacions: "Y consti, desde ara que La Trompeta no perteneix á cap absolutament de las faccions distintas qu'aquell caracter ostentant".
Segons Marc Ferran, estudiós de la premsa satírica reusenca, encara que no s'identifiqui amb cap tendència política, "escrits, acudits i caricatures referents a la qüestió de Cuba, la festa del treballador i la política estatal, ens indiquen una lleugera tendència socialista". El 21 d'abril de 1895 La Trompeta va publicar un article, "Lo 1er. de Maig" signat per "Lo Trompeter" que amb un to seriós analitza la situació de l'obrer en aquells moments, fent una dura crítica a l'anarquisme.
El director era el periodista reusenc Josep Domènech Grau, que havia dirigit el Diari de Reus i que publicava també a Les Circumstàncies. Els redactors signaven amb pseudònim i es fa difícil identificar-los. Dels col·laboradors que signaven amb el seu nom, destaquem Màrius Ferré, del Grup modernista de Reus, Pere Ferré Solanes, Josep Fonts Planàs, Bonaventura Vallespinosa Sistaré i el socialista Josep Recasens, que en les seves memòries anomena els seus escrits "epigrames i xarades". El 1890 havia sortit un setmanari amb el títol de La Trompeta artística: periodich recreatiu y d'anuncis.

## Aspectes tècnics
S'imprimia a la Impremta Ferrando. La redacció era al carrer de Jesús número 1. Tenia normalment 16 pàgines de format foli i la capçalera il·lustrada per Ramir Rocamora. En sortiren un total de 67 números. Als números 3 i 59 va canviar la presentació.

## Localització
- Exemplars a la Biblioteca central Xavier Amorós.[5]
- Exemplars a la Biblioteca de Catalunya.[6]